# Старе Місто (Вроцлав)

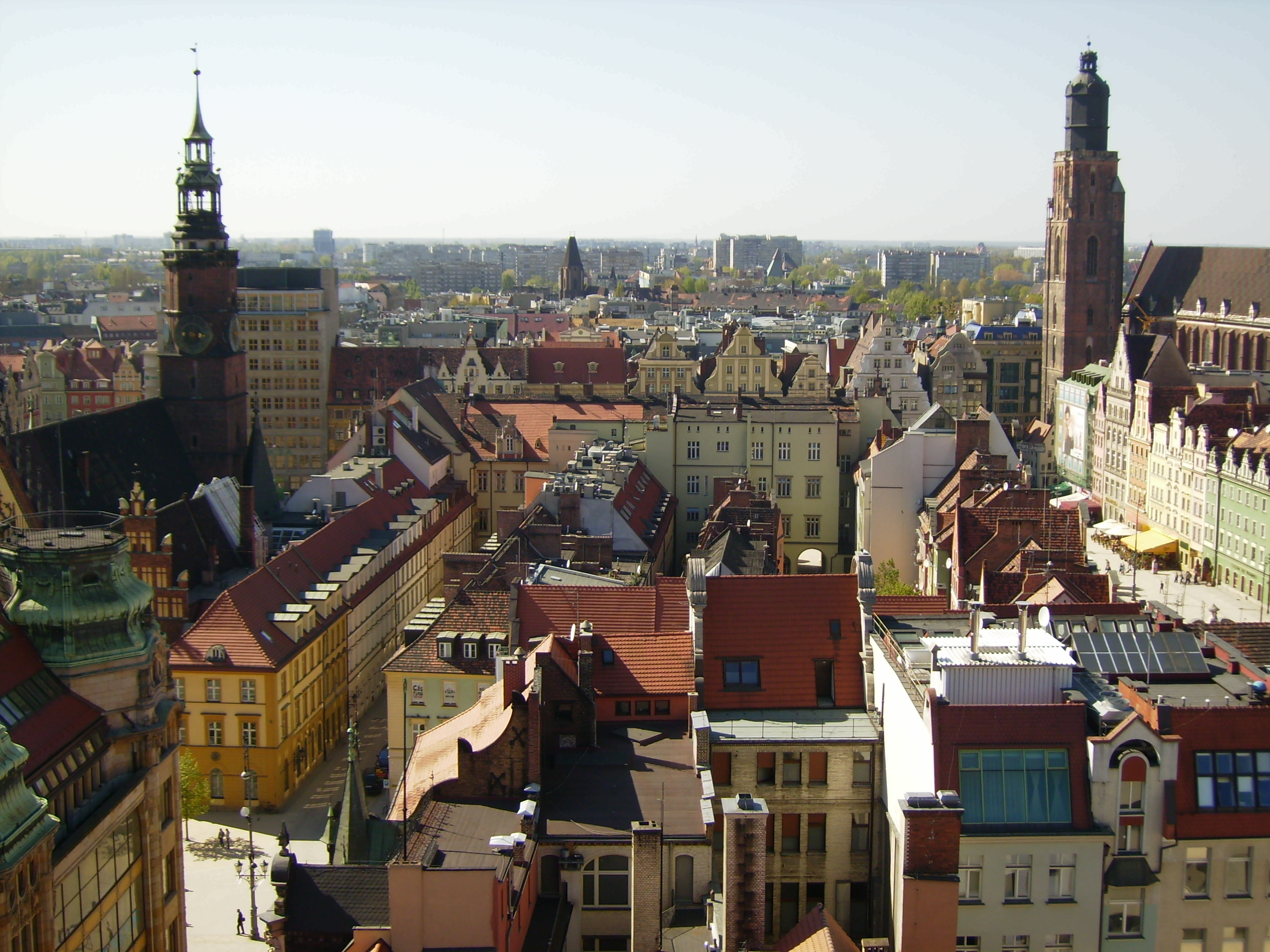
Площа Ринок, Вроцлав

Старе місто у Вроцлаві (пол. Stare Miasto we Wrocławiu) — найстаріша частина лівобережного Вроцлава, що походить із ХІІІ ст. Його оточує Міський рів, залишок складної системи укріплень, заснованої на природних і штучних ділянках річок Одер та Олава. Зелена смуга вздовж рову (і далі вздовж Одри) називається набережною Старого міста.

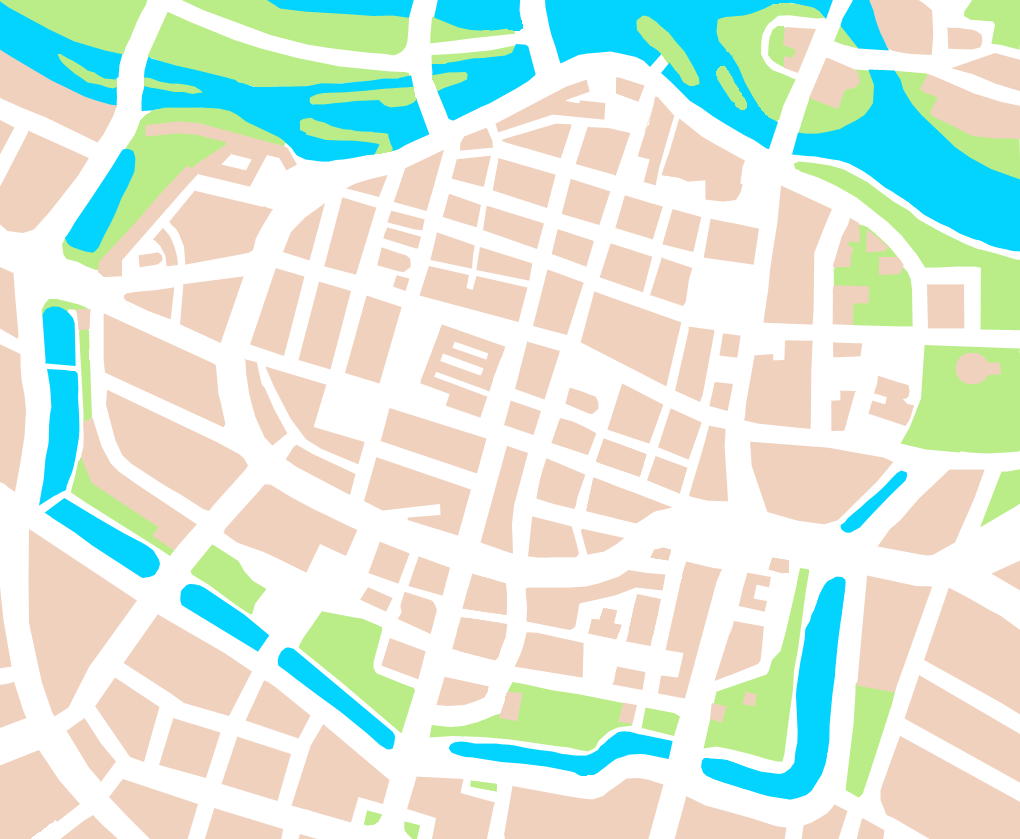
Карта вулиць Старого міста

Центром старого міста є історична Ринкова площа (Ринек), з численними кам'яницями, Старою та Новою Ратушею. Неподалік від нього є ряд історичних пам'яток, таких як Соляний ринок, церква св. Єлизавети Угорської, церква св. Марії Магдалини та численні пам'ятники. У північній частині старого міста знаходиться головний кампус Вроцлавського університету з Університетською площею, а на протилежній, південній стороні, знаходиться знаменитий Квартал чотирьох конфесій. Церква святих Гедвіги і Клари поруч із площею Нанкієра є мавзолеєм багатьох правителів Сілезії, включаючи Генріха III, Генріха V, Генріха VI та Анни Богемської.
Старе місто (Stare Miasto) є одною з національних історичних пам'яток Польщі (Pomnik historii).
Старе місто є частиною адміністративного району міста, який також називається «Старе місто», хоча воно охоплює ширшу територію.

## Важливі місця

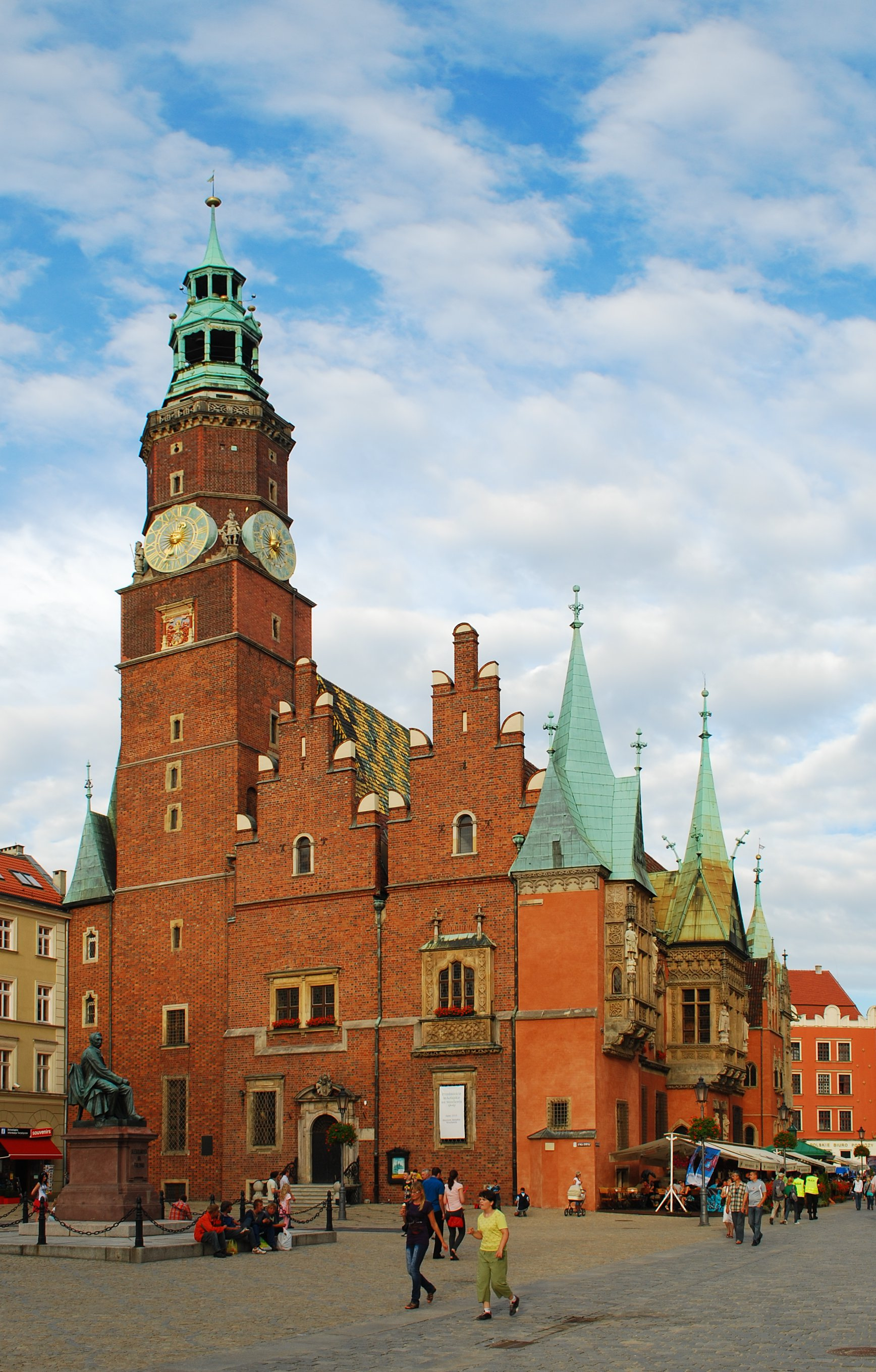
Вроцлавська ратуша

### Музеї та театри
Багато відомих визначних місць у Старому місті включають численні художні галереї, а також відділи міського музею, такі як Королівський палац, Стара ратуша, Театральний музей Генрика Томашевського, а також Археологічний музей в Арсеналі.
Є також: Музей аптеки, Музей Пана Тадеуша, Музей Любомирського та Оссолінеум, Музей архітектури та Музей Вроцлавського університету. Тут також розташовані два великих театри: Вроцлавський ляльковий театр і найвідоміший Вроцлавський оперний театр.

### Церкви
- парафіяльні та допоміжні міські церкви:
  - Святого Адальберта (до 1226 р.), пізніше домініканський монастир
  - Св. Марії Магдалини, раніше Св. Андрія, парафіяльний костел, після 1526 року протестантський, нині польський католицький собор, місце поховання Генріха II
  - Св. Єлизавети, раніше св. Лаврентія, парафія, після 1526 р. протестантська, тепер знову католицька
  - Св. Варвари, після 1526 протестантська, з 1963 православний собор
  - Церква Св. Христофора, після 1526 р., нині протестантська

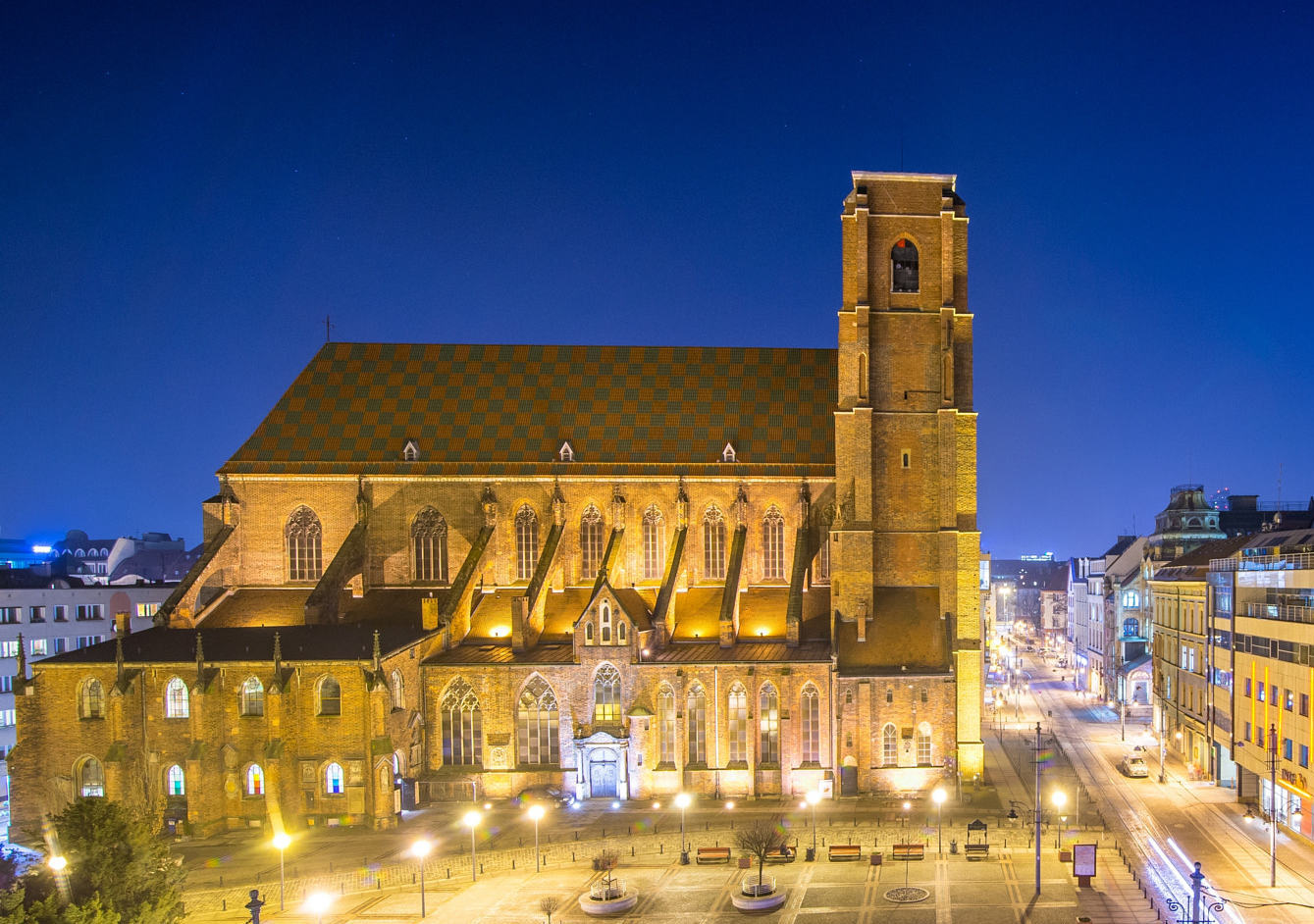
Церква Святої Марії Магдалини
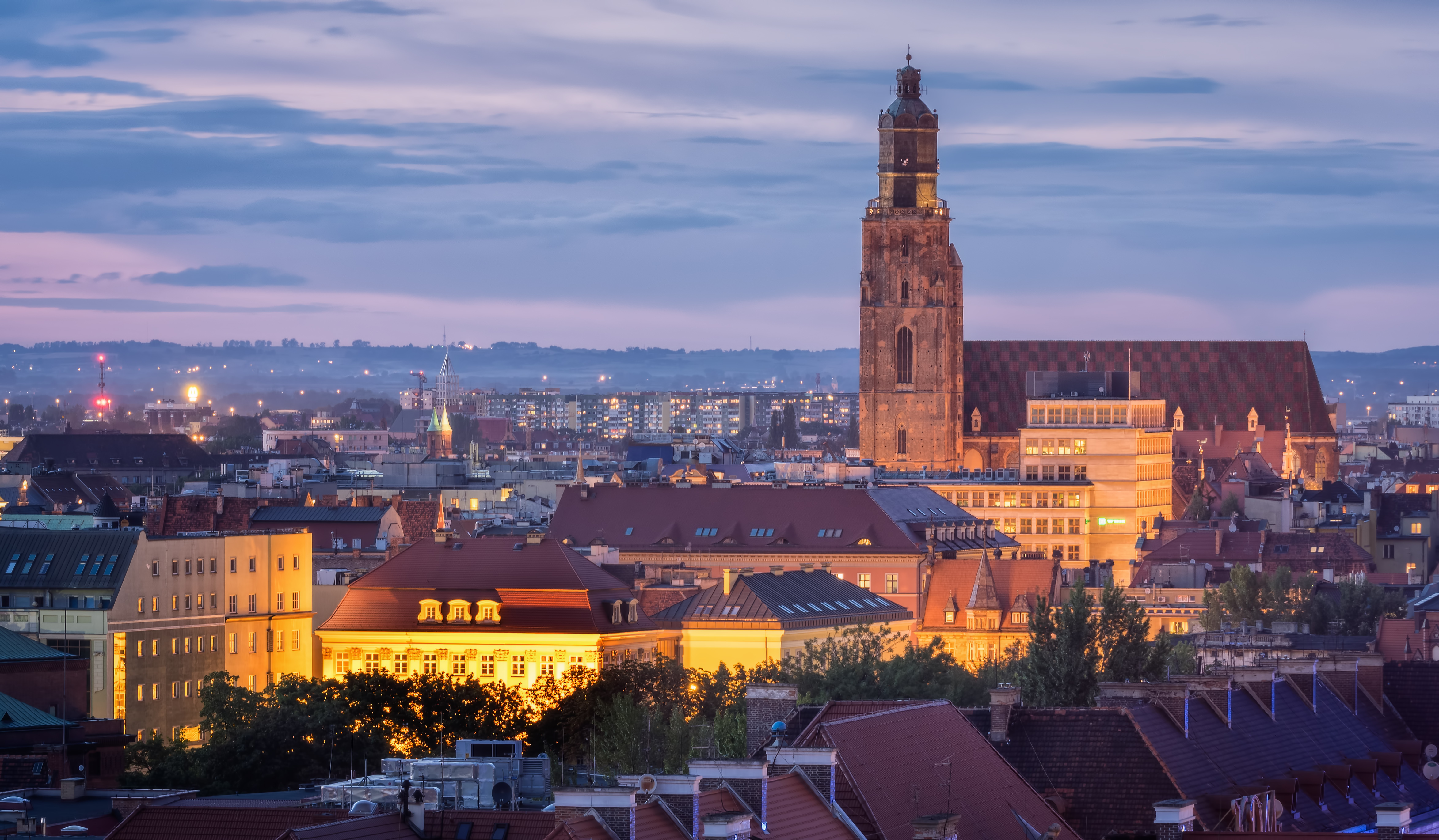
Церква Святої Єлизавети
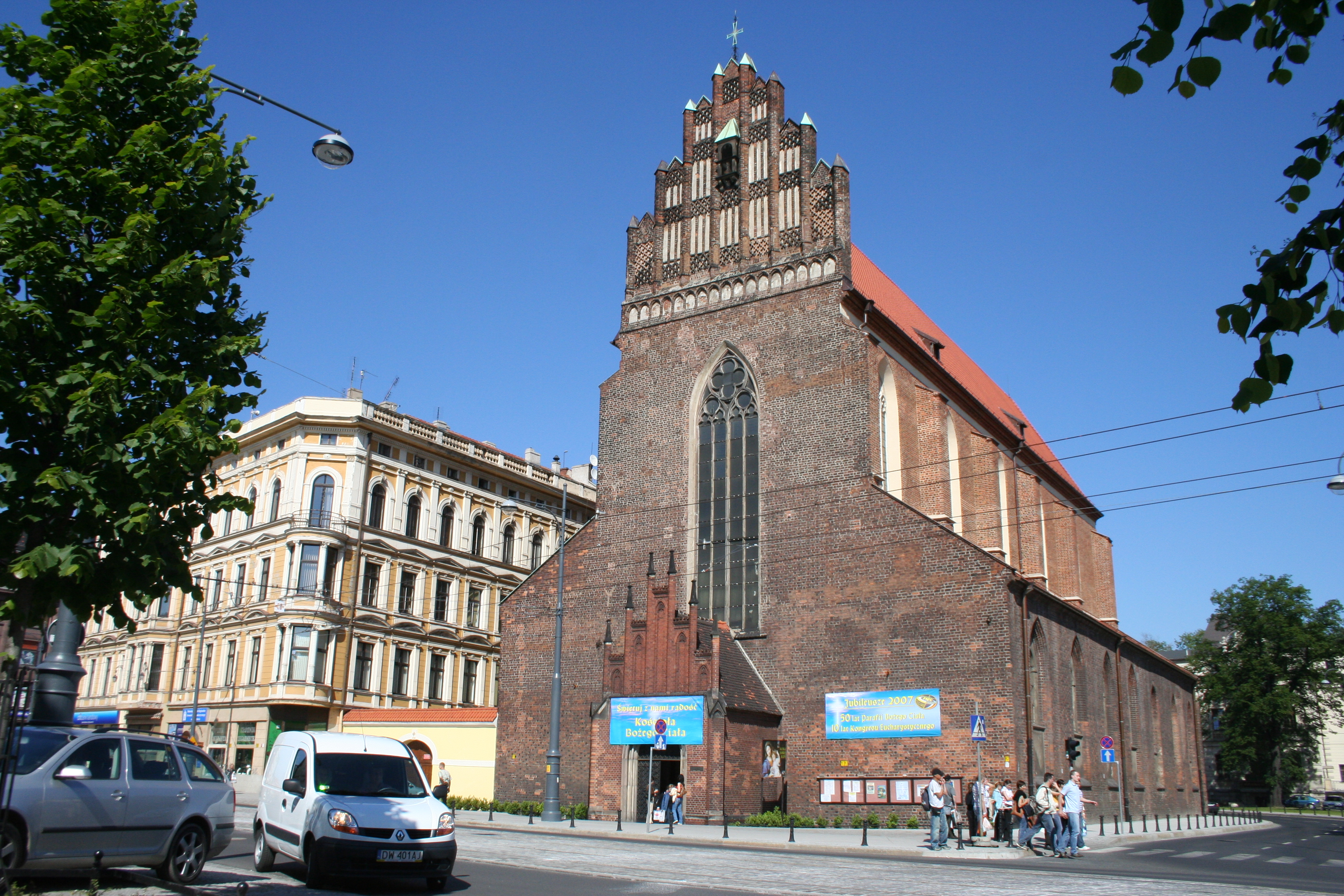
Церква Тіла Христового
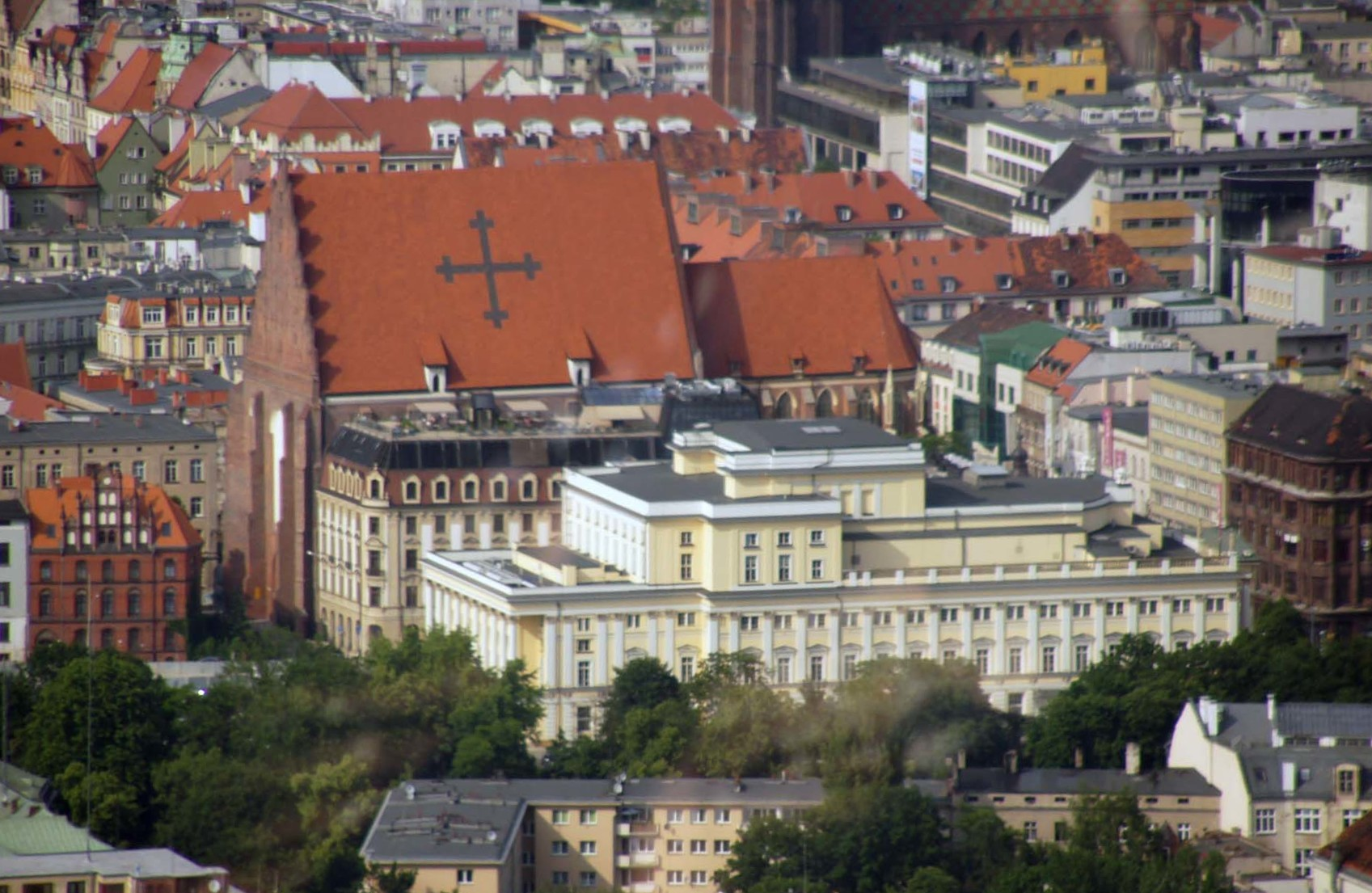
Церква Святої Доротеї

- монастирські комплекси
  - Собор Святого Вінсента і Святого Якова (площа Нанкієр), францисканців, пізніше норбертанців, нині греко-католицький собор
  - Церква св. Клари та св. Гедвіги (площа Нанкієра), клариси, пізніше уршулинки
  - Костел Св. Мацея (пл. Нанкієра/Шевська), госпітальєри
  - Церква Св. Агнеси (Шевська), госпітальєри, зруйнована
  - Костел Тіла Христового (вул. Свідницька), костел Св. Івана
  - Костел Св. Станіслава, Св. Доротеї та Св. Вацлава (вул. Свідницька), пустельників-августинців, пізніше францисканців
  - Костел Св. Антонія (вул. Св. Антонія), францисканців, потім єлизаветин, а потім салезіанів
  - Костел імені Ісуса (Університетська площа), єзуїти
  - Костел Св. Катерини (вул. Св. Катерини), домініканський

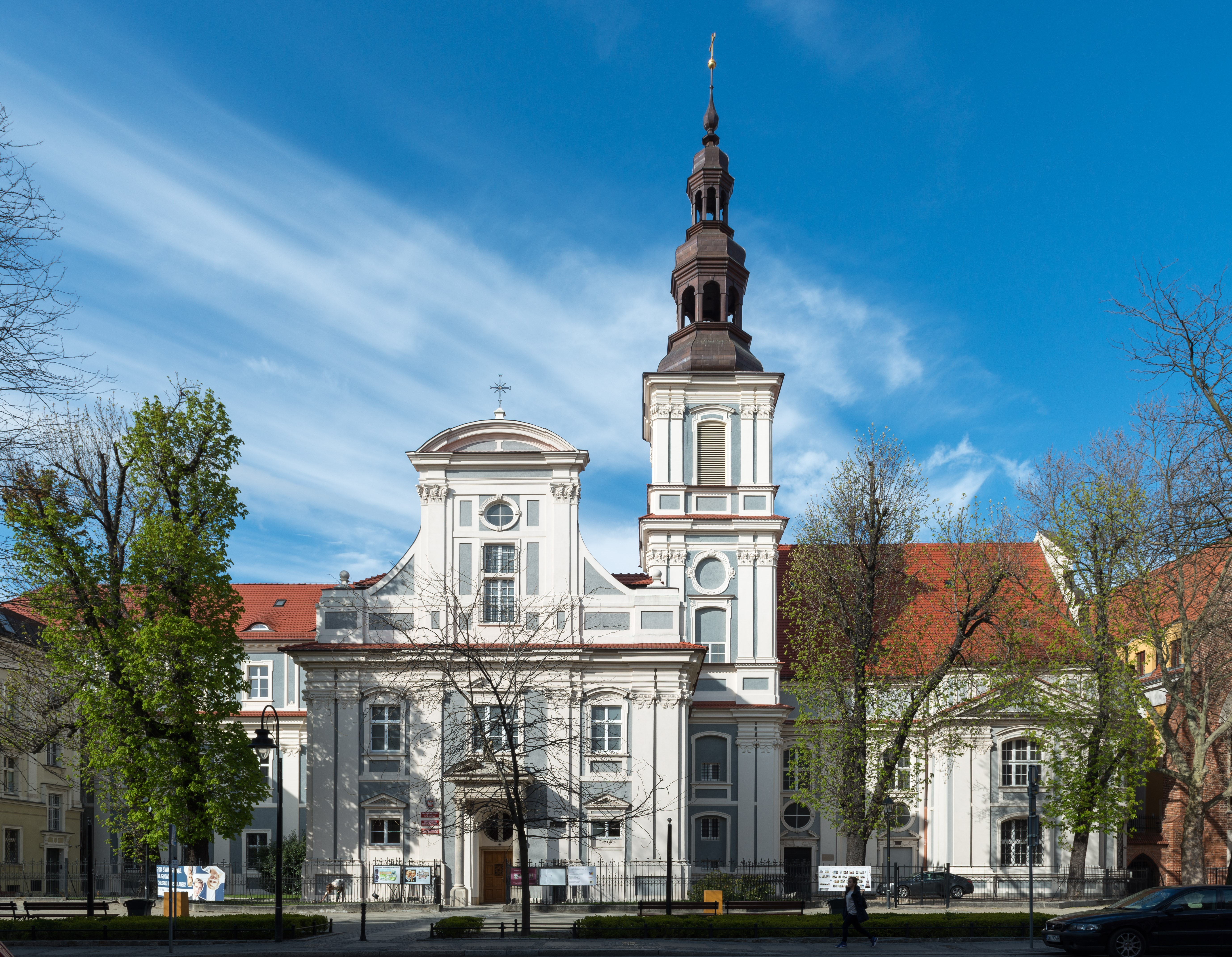
Церква святих Гедвіги і Клари
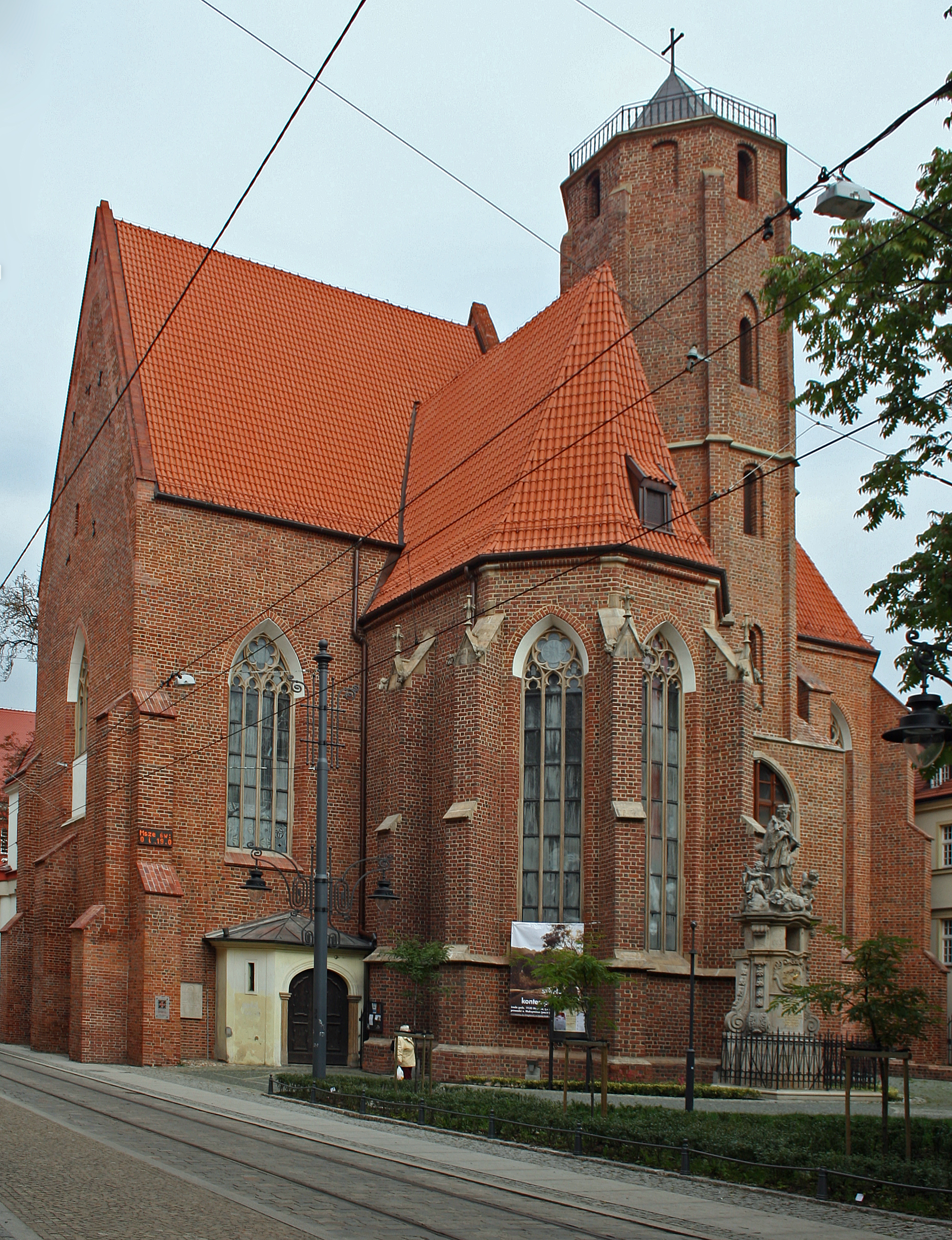
Церква Святого Мацея
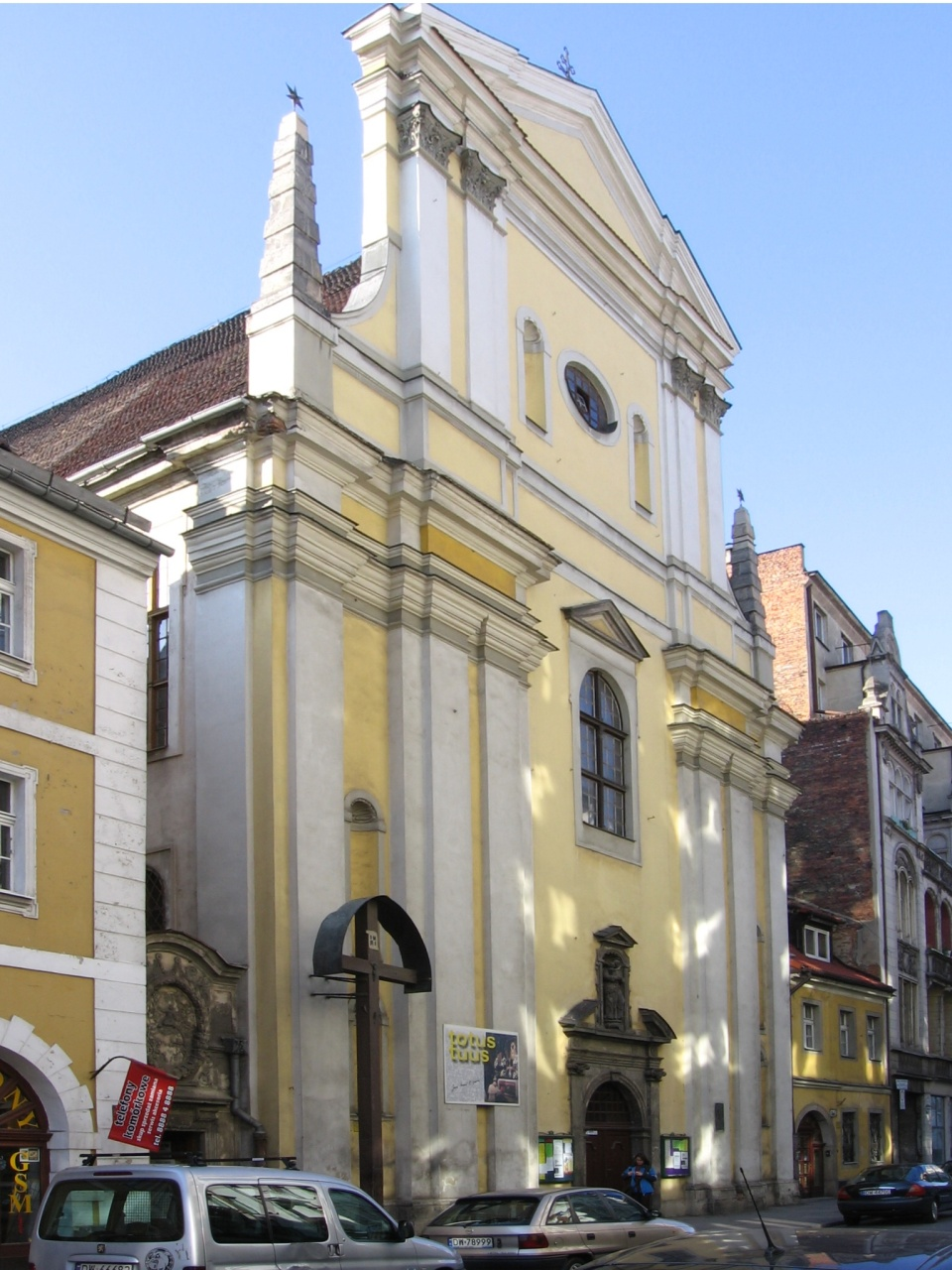
Церква Святого Антонія Падуанського
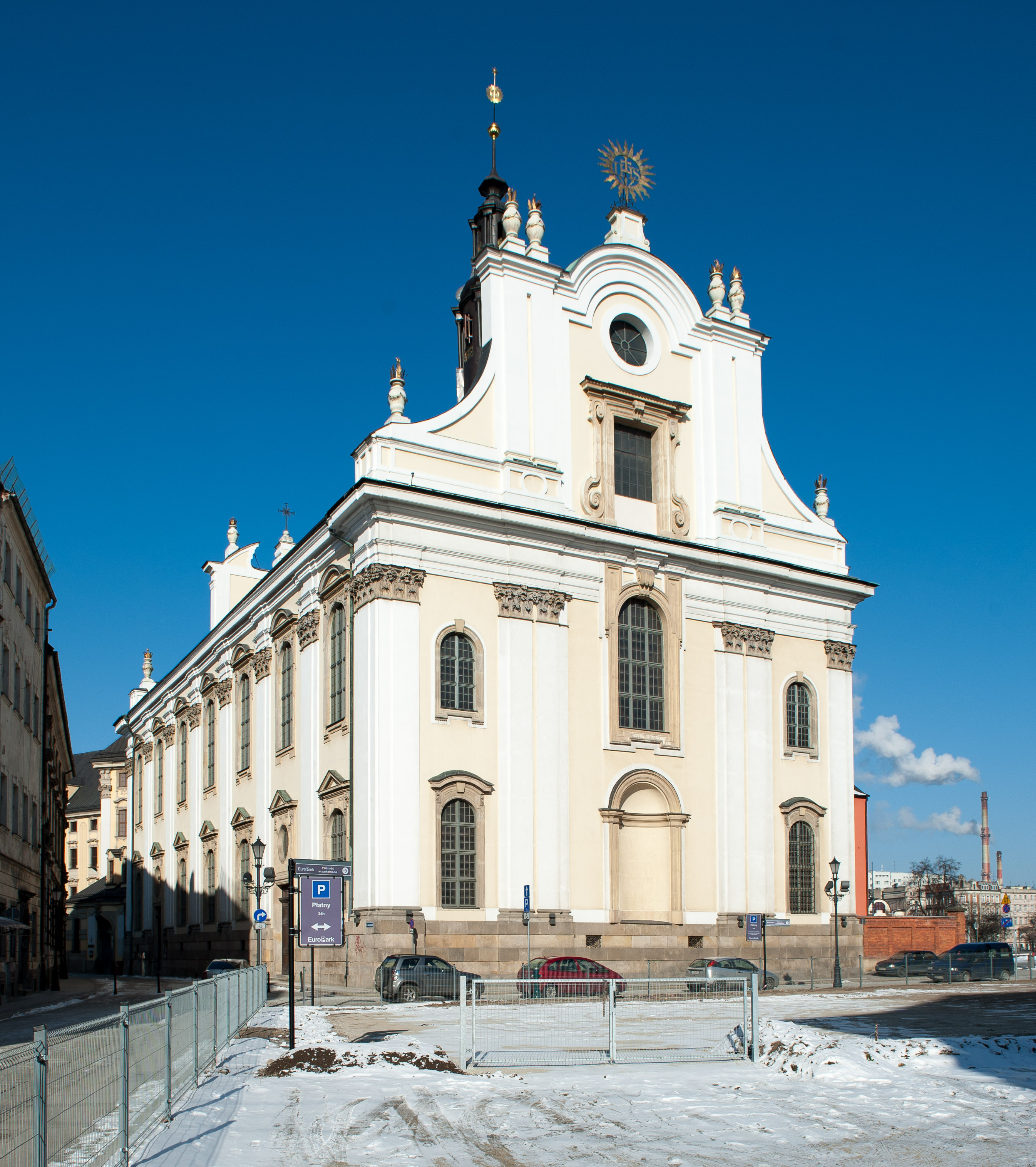
Університетська церква Пресвятого Імені Ісуса
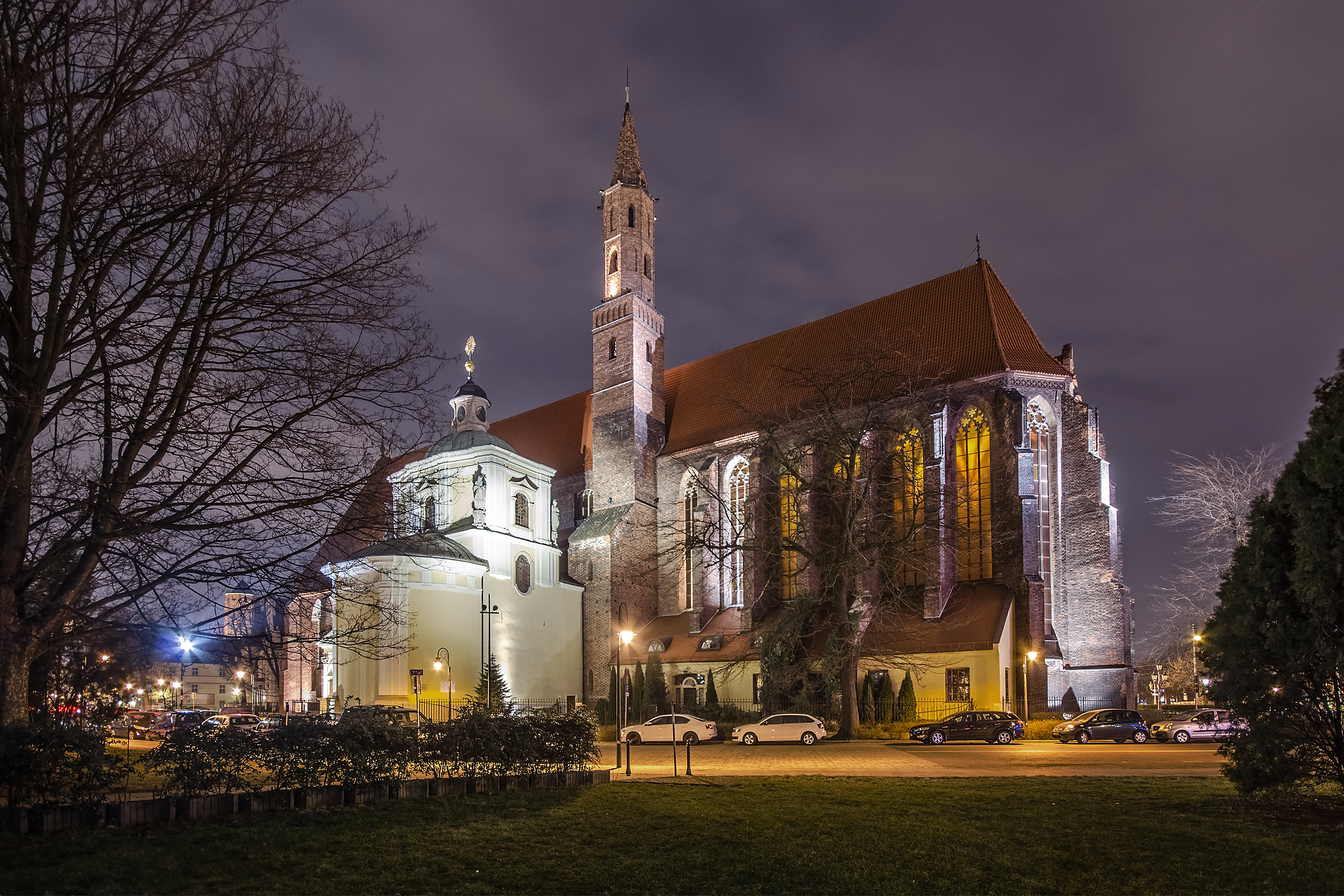
Церква Святого Вінсента

### Інші місця
- резиденції
  - імператорський замок, знесений
  - Королівський палац
- Синагога під Білим Лелекою
- Вроцлавська опера
- Університет зі Старою бібліотекою
- Вроцлавський ринок
- Універмаг братів Бараш

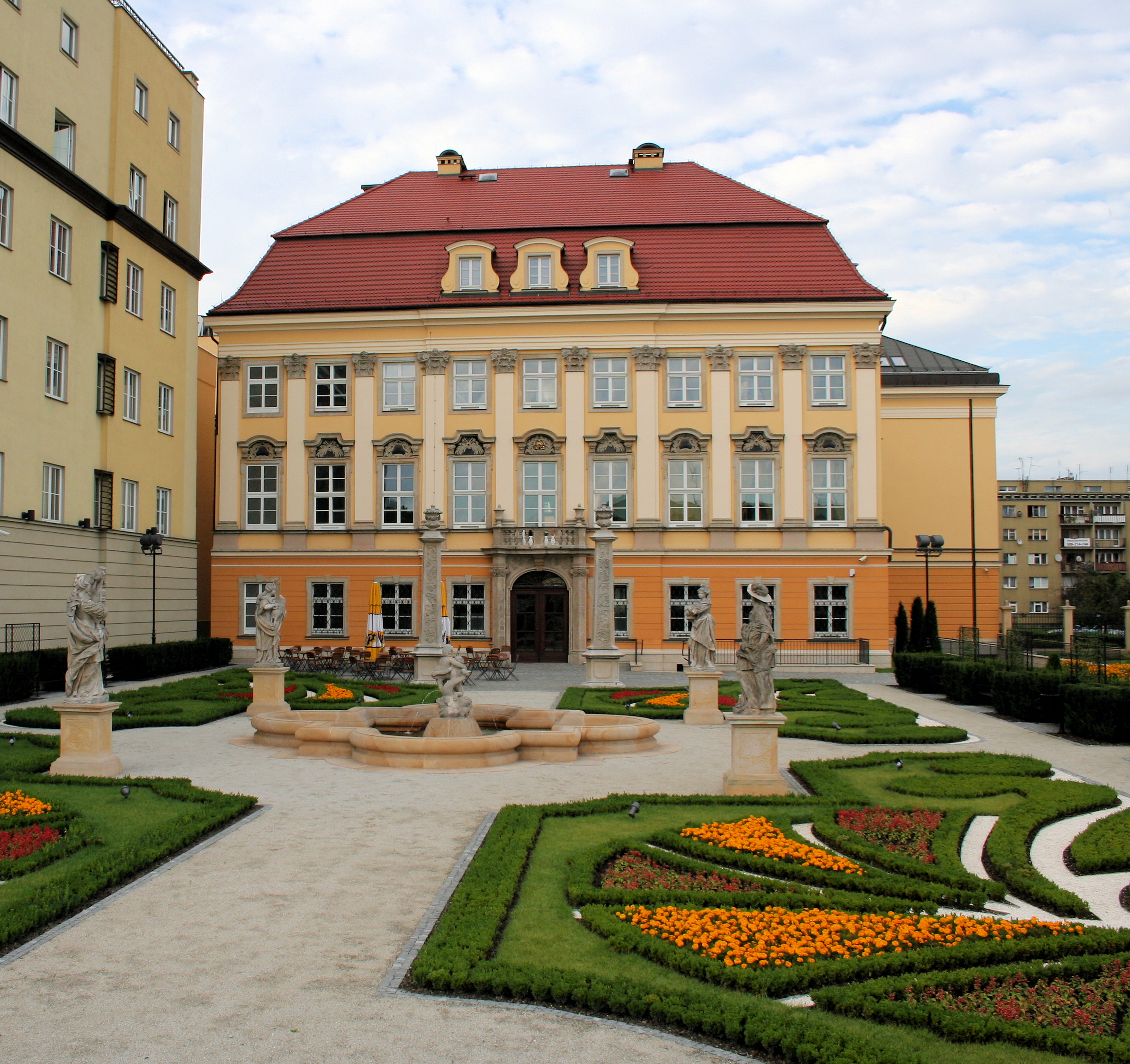
Королівський палац, Вроцлав
Синагога під Білим Лелекою
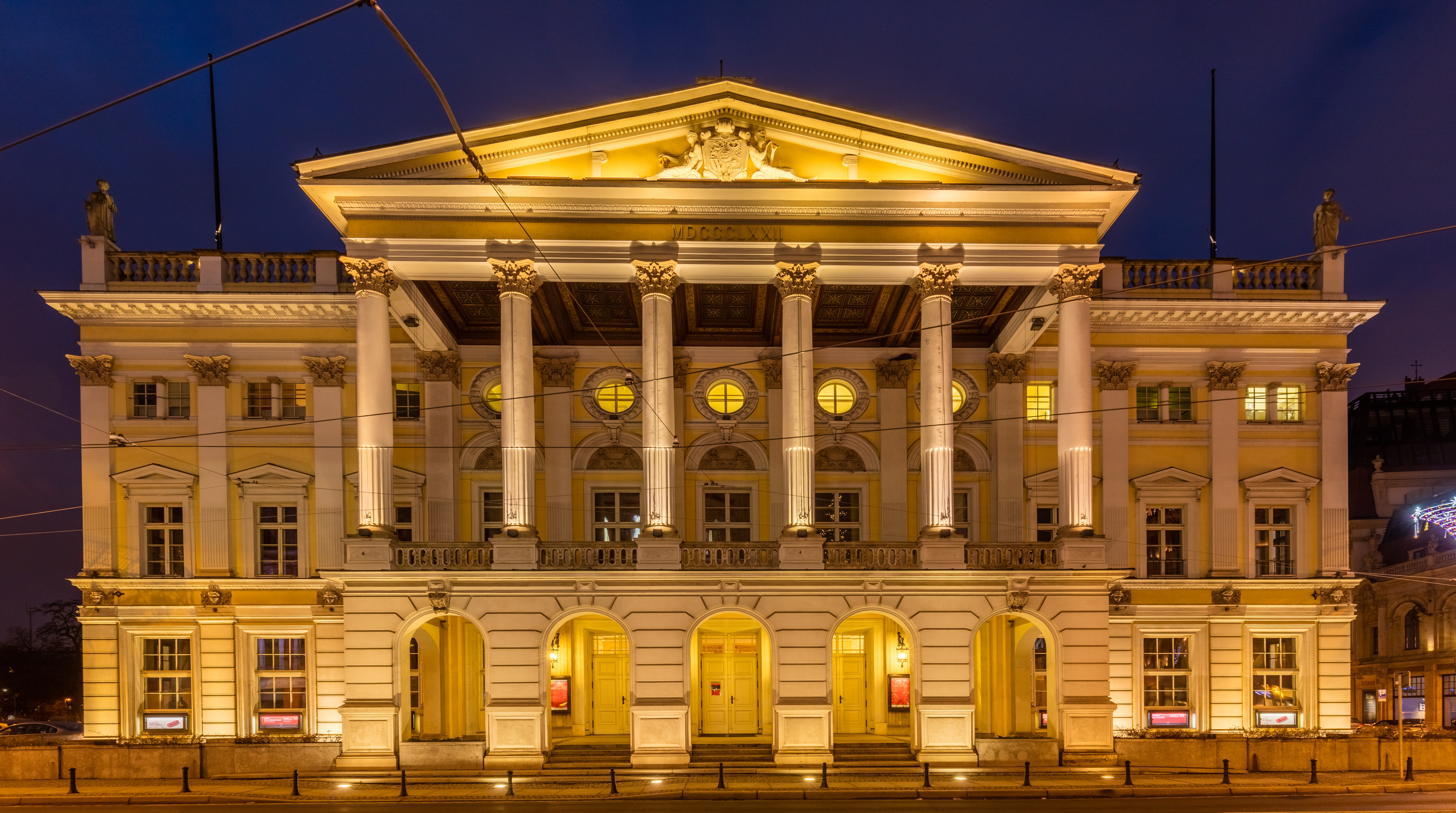
Вроцлавська опера
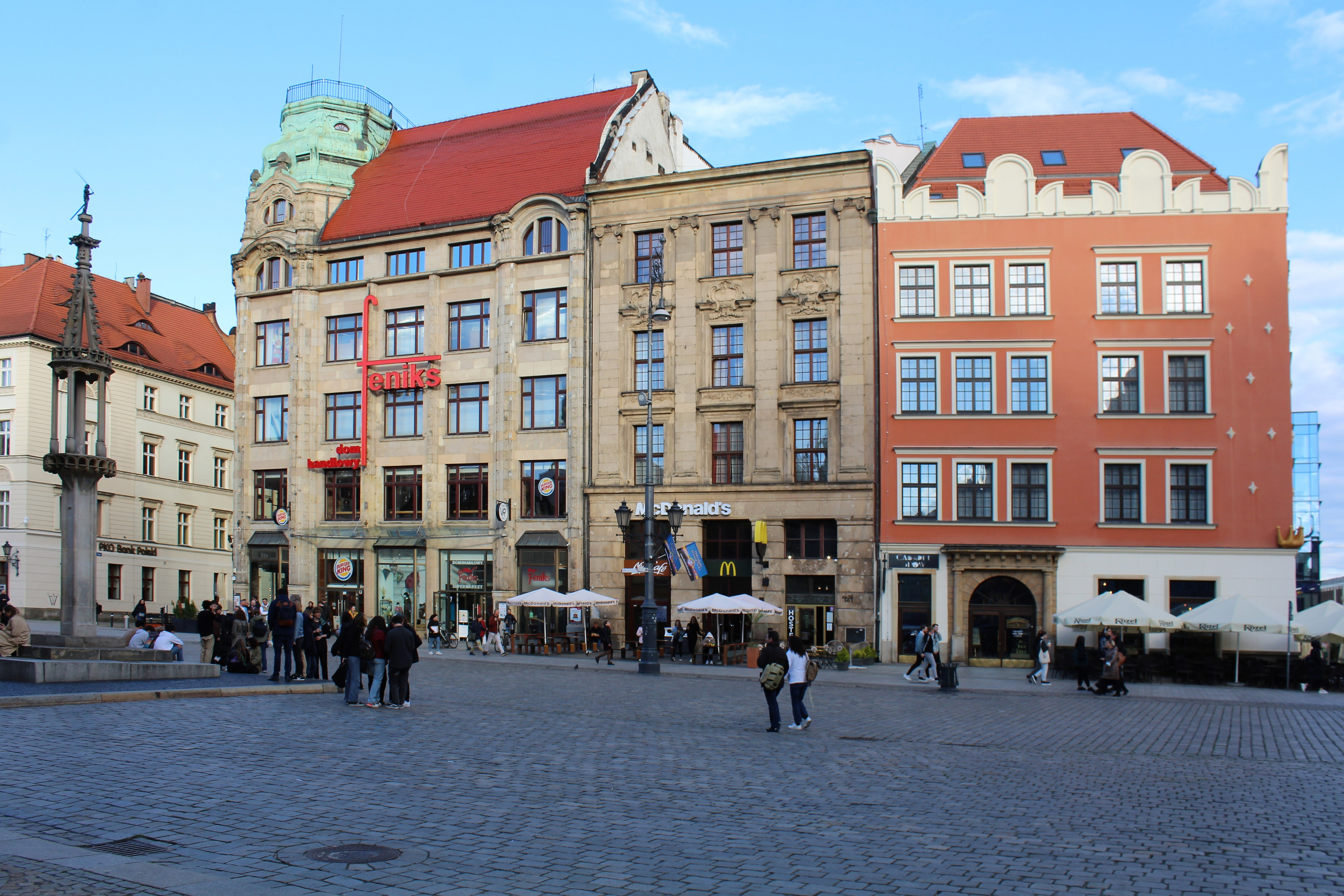
Універмаг братів Бараш
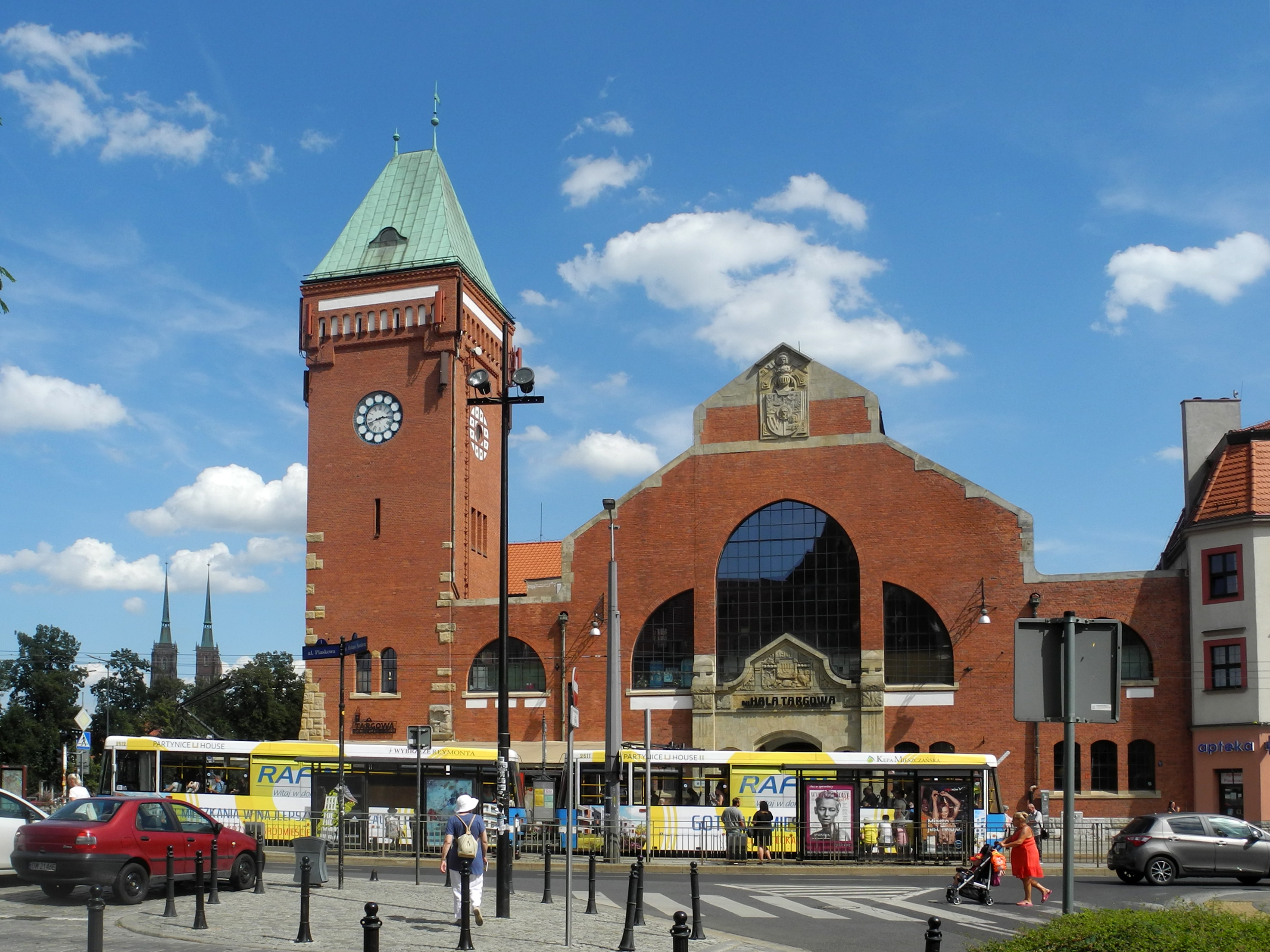
Вроцлавський ринок

### Пам'ятники

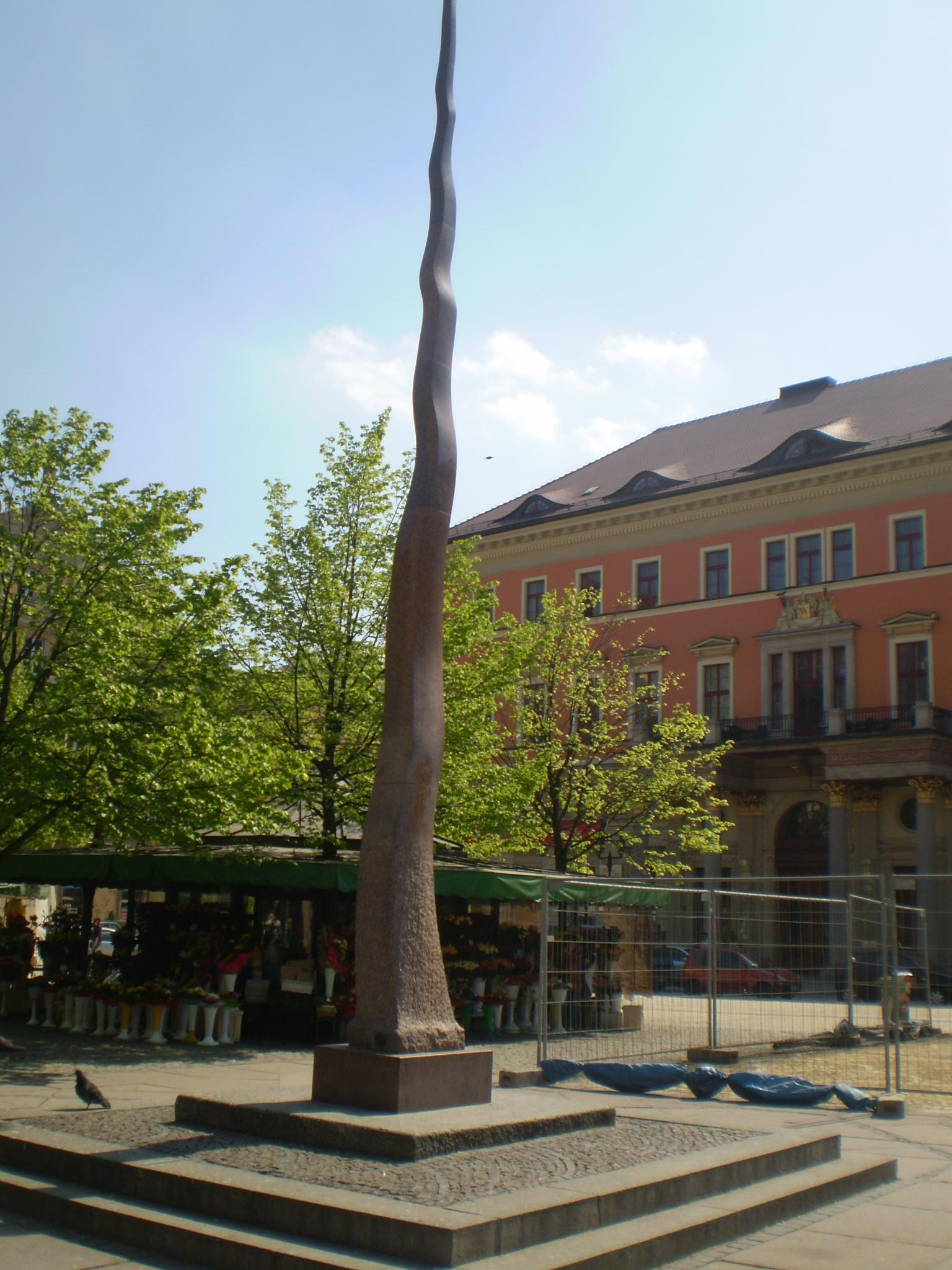
Мала Іглиця, вшанування пам’яті репресованого єврейського населення
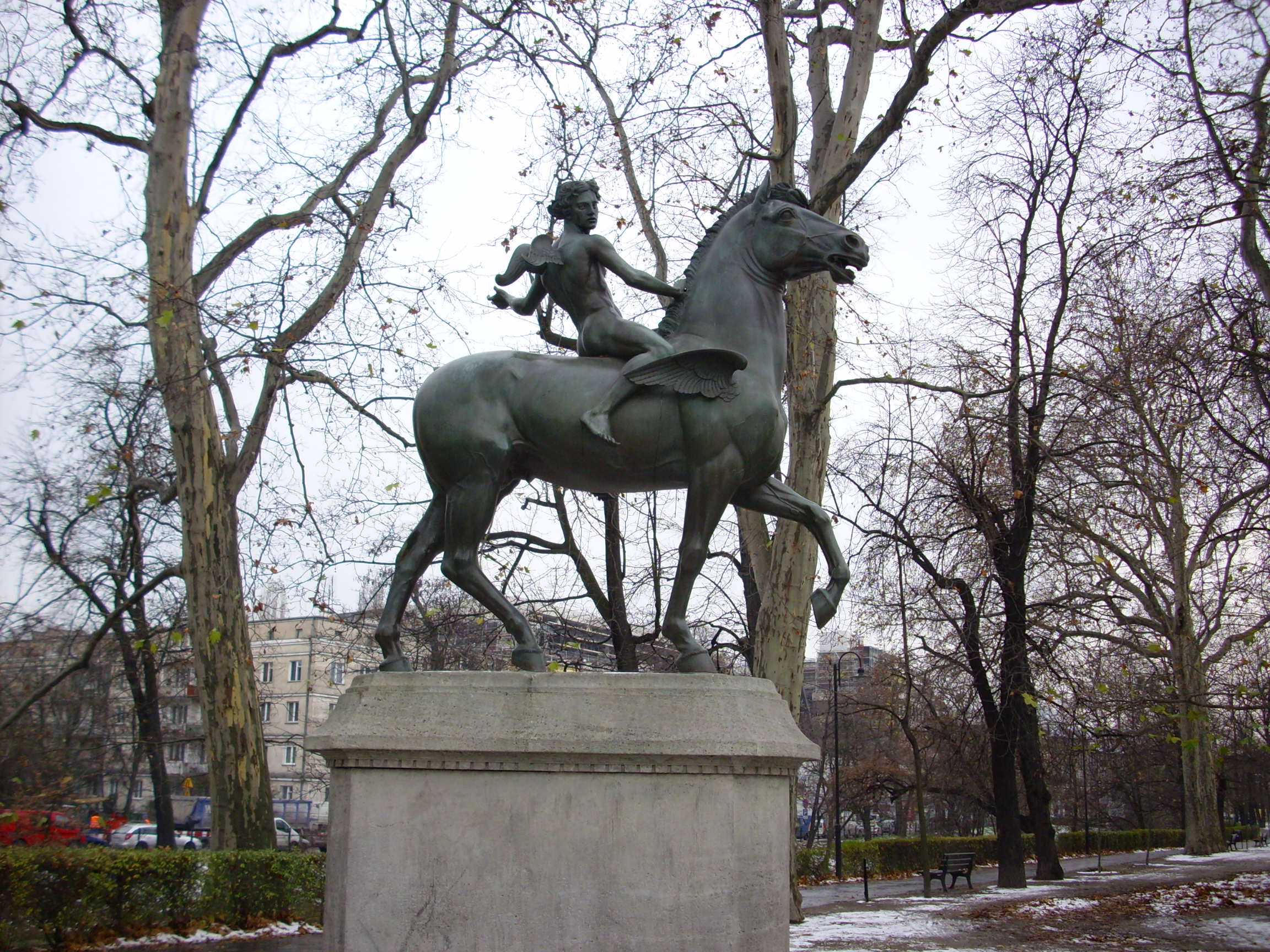
Амур на Пегасі
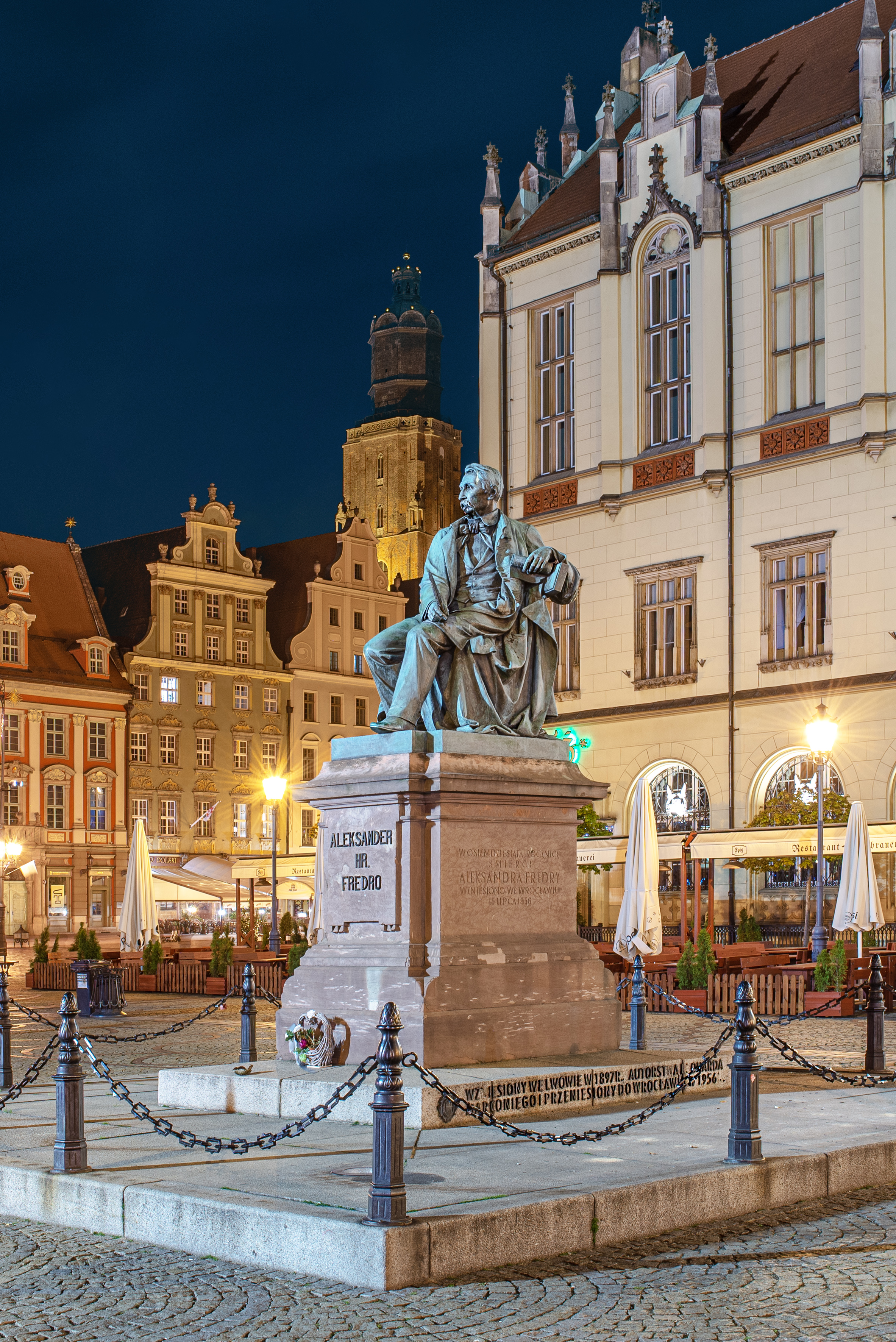
Пам'ятник Олександру Фредро
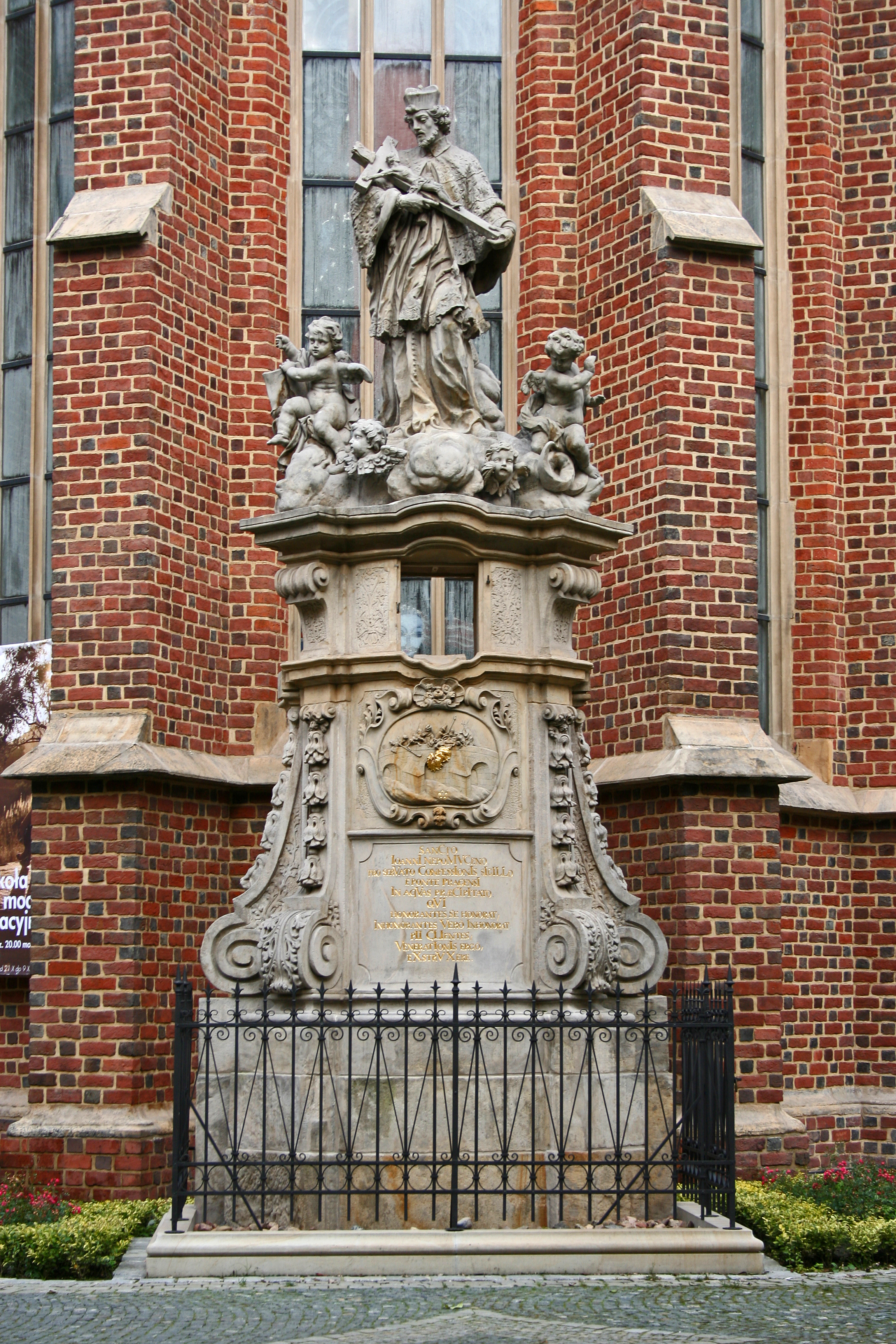
Статуя Івана Непомука
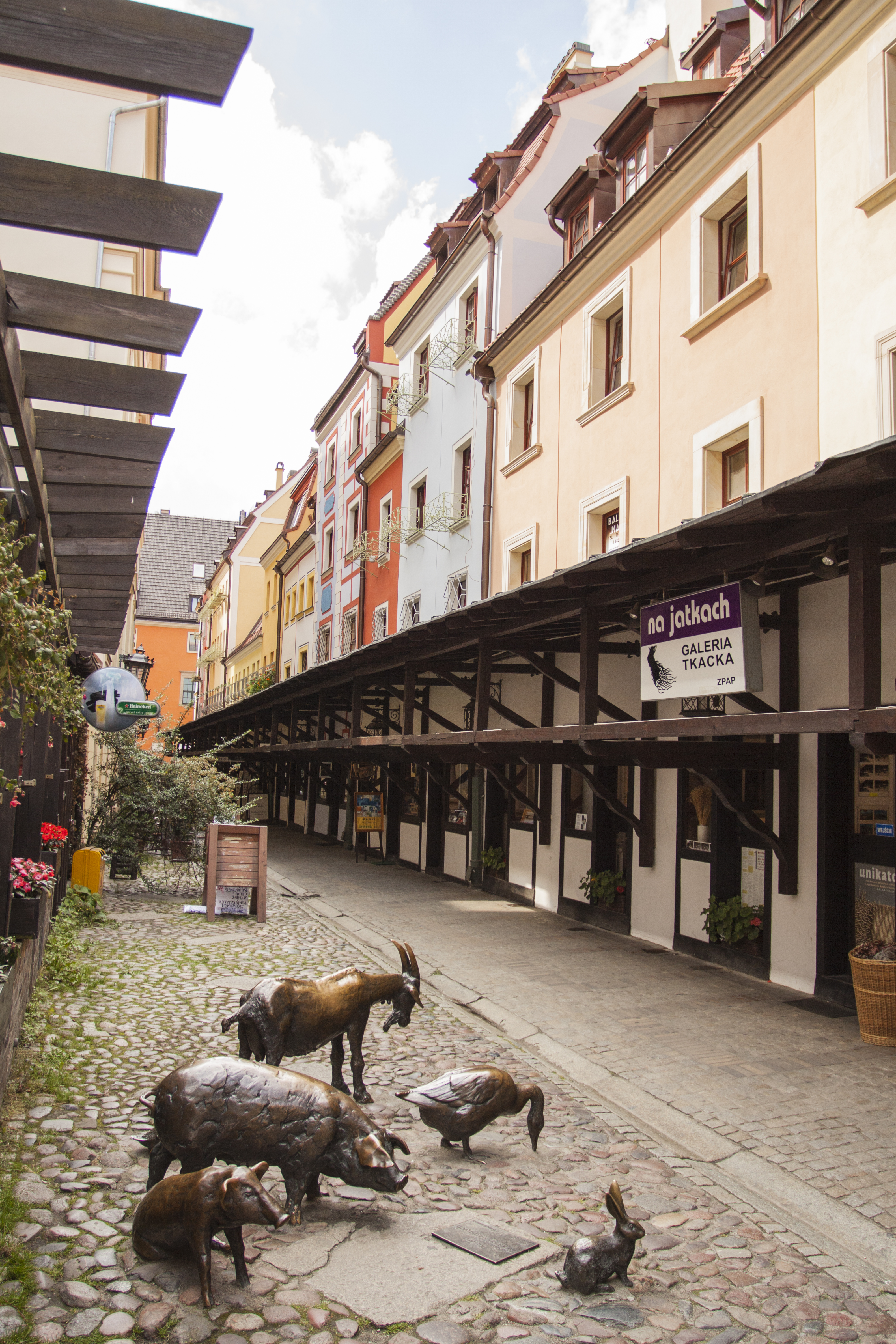
Меморіал забитим тваринам
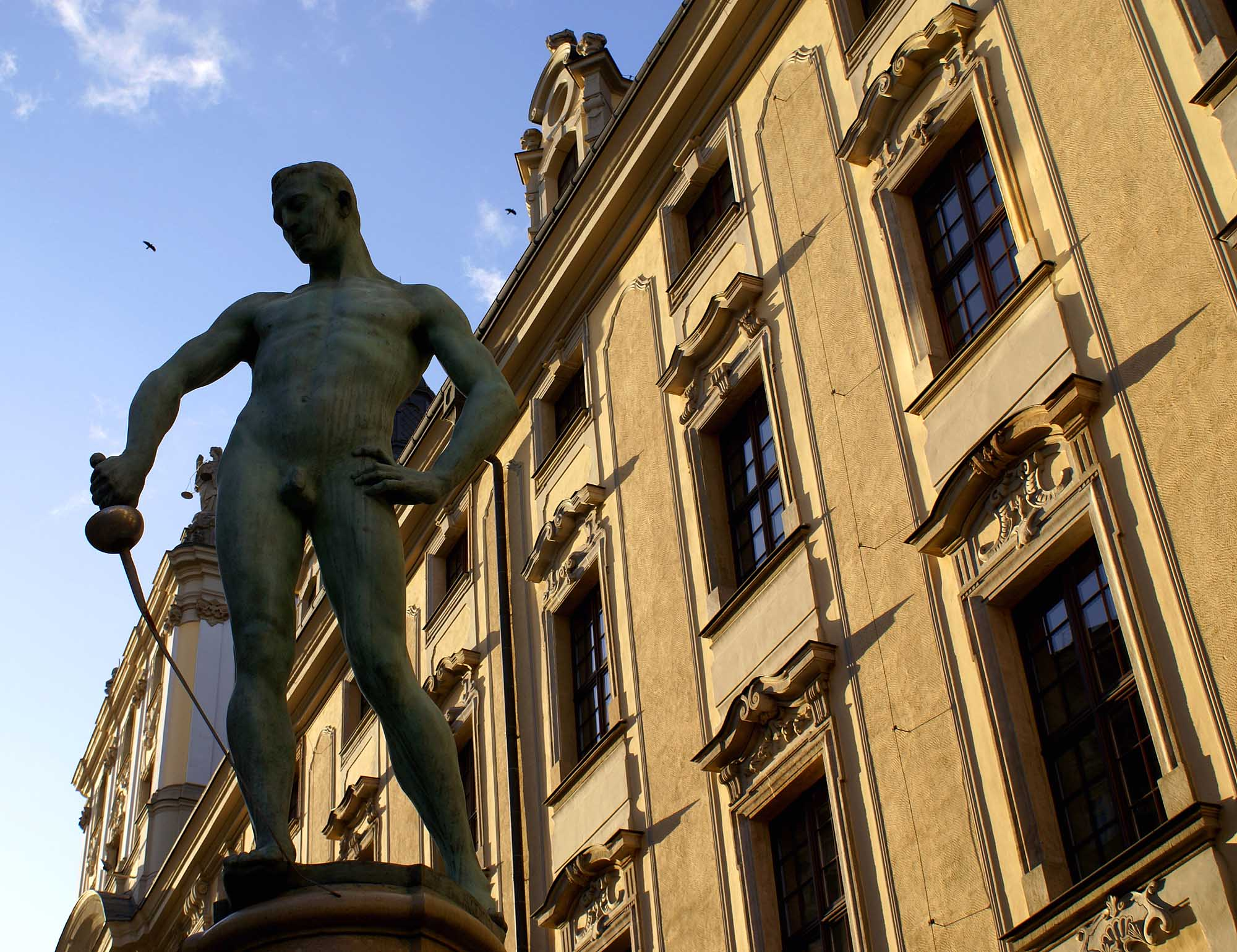
Скульптура фехтувальника біля головного корпусу університету

## Дивитися також
- Історія Вроцлава
- Надодже